# دافع (فلم)
دافع (بالإنجليزية: Urge) هو فيلم غموض إثارة أمريكي من إخراج هارون كوفمان وتأليف جايسون زوموالت وبطولة جاستن تشاتوين، بيرس بروسنان وآشلي غرين تم عرض الفيلم في الولايات المتحدة في 3 يونيو 2016 وفي مصر 19 اكتوبر 2016

## القصة
تتخذ عطلة نهاية أسبوع منحنى خطير عندما يقوم مالك غامض لملهى ليلي ولا يعرف أحد اسمه (بيرس بروسنان) بتعريف مجموعة من أصدقائه إلى مبتكر جديد للمواد المخدرة المجُردة من موانعها، لكن يتحول ما بدأ على أنه مجرد ليلة ممتعة إلى أمر بالغ الخطورة.

## بطولة
- بيرس بروسنان (الرجل)
- جاستن تشاتوين
- نيك ثون (داني)
- بار بالي (دينيس)
- الكسيس ناب (جوي)
- آشلي غرين (تيريزا)
- مالوري طومسون (كايسي)
- ماركو كاكا (مضيف الحفلة)
- كريس جييري (فيك)
- أليسون لوهمان (أم)
- جاستن تشاتوين (جايسون بريتنر)
- داني ماسترسون (نيل)

## طاقم العمل
طاقم عمل الفيلم:

### تأليف
- جايسون زوموالت (قصة)
- جاي بوسيك (قصة)
- جيري ستال (سيناريو وحوار)
- هارون كوفمان (قصة)

### إخراج
- هارون كوفمان (مخرج)

### تصوير
- لايل فنسنت (مدير تصوير)

### مونتاج
- جيفري وولف (مونتير)

### إنتاج
- وارين تي. جوز (منتج)
- آندرو مان (منتج)
- يورام برازيلاي (منتج)
- هارون كوفمان
- مارك نيفيلدين (منتج)

### ملابس
- جينا ريوز (مصمم أزياء)

### موسيقى
- الإخوة نيوتن (موسيقى تصويرية)

### ديكور
- كريستوفر ستال (مصمم إنتاج)
- أرثر جونجوارد (مخرج فني)
- دانيال أر. كيرستينج (مصمم ديكور)

## الإنتاج
في 29 سبتمبر 2014 إنضم بيرس بروسنان إلى التمثيل بالفيلم. في 2 أكتوبر 2014 إنضمت آشلي غرين إلى التمثيل بالفيلم. في 7 أكتوبر 2014 إنضم داني ماسترسون إلى التمثيل بالفيلم. في 14 أكتوبر 2014 إنضم الكسيس ناب، بار بالي، كريس جير ونيك ثيون إلى التمثيل بالفيلم. في 24 أكتوبر 2014 إنضم جاستن تشاتوين إلى التمثيل بالفيلم

### التصوير
بدأ التصوير الرئيسي في 6 أكتوبر 2014 وانتهى في 14 نوفمبر 2014

## الإصدار
صدر الفيلم في 3 يونيو 2016، في إصدار محدود ومن خلال الفيديو حسب الطلب من قبل شركة ليونسغات للعرض

## وصلات خارجية
- مقالات تستعمل روابط فنية بلا صلة مع ويكي بيانات

- فيلم دافع على قاعدة بيانات الأفلام على الإنترنت
- فيلم دافع على قاعدة بيانات الأفلام العربية
- فيلم دافع على أول موفي
- فيلم دافع على روتن توميتوز